# 短鰭新燈籠魚
短鰭新燈籠魚（学名：Neoscopelus microchir），又名小鳍新灯鱼，为新灯鱼科新灯鱼属的鱼类。分布于太平洋、印度洋、大西洋均有、台湾岛以及东海等海域。该物种的模式产地在日本。